# Delta Trianguli Australis
Désignations
Delta Trianguli Australis (δ TrA, δ Trianguli Australis) est une étoile de la constellation du Triangle austral. Elle est à environ 606 années-lumière (182 parsecs) de la Terre.
Delta Trianguli Australis est une supergéante jaune de type G avec une magnitude apparente de +3,86.
Elle possède une compagne recensée dans les catalogues d'étoiles doubles et multiples, désignée Delta Trianguli Australis B. Il s'agit d'une étoile de 12e magnitude distante de 37,5 secondes d'arc de la primaire en date de 1998. Il s'agit d'une double purement optique.